# Rainer Hoppe
Rainer Hoppe (* 26. Januar 1962 in Duisburg) ist ein deutscher Wasserballspieler und -trainer.
Er gewann mit der deutschen Wasserball-Nationalmannschaft bei den Olympischen Spielen 1984 in Los Angeles die Bronzemedaille. Des Weiteren wurde er mit der Nationalmannschaft 1982 Weltmeisterschaftsdritter, 1985 Europameisterschaftsdritter und Weltcupsieger 1985. Insgesamt bestritt er 142 Länderspiele für Deutschland.
Im Verein spielte Rainer Hoppe von 1979 bis 1998 in der Wasserball-Bundesliga für Duisburg 98, Aegir Uerdingen, SSF Delphin Wuppertal und den Düsseldorfer SC 1898. Er wurde unter anderem zehnmal Deutscher Vizemeister und einmal Deutscher Pokalsieger. In den Jahren 1986, 1988 und 1990 war er Torschützenkönig der Deutschen Wasserball-Bundesliga. Er ist mit 1324 Treffern Rekord-Torschütze der Bundesliga.
Im Jahr 1997 schloss er sein Studium zum Diplom-Trainer des Deutschen Olympischen Sportbunds (DOSB) ab.